# Malliciah Goodman
Malliciah Goodman (* 4. Januar 1990 in Florence, South Carolina) ist ein ehemaliger US-amerikanischer American-Football-Spieler auf der Position des Defensive Ends. Er spielte für die Atlanta Falcons und die Seattle Seahawks in der National Football League (NFL).

## Frühe Jahre
Goodman ging auf die High School in seiner Heimatstadt Florence, South Carolina. Später ging er auf die Clemson University, wo er in insgesamt 54 Spielen für die Clemson Tigers 150 Tackles (davon 21,5 für Raumverlust), 12 Sacks und acht erzwungene Fumbles erzielte.

## NFL

### Atlanta Falcons
Goodman wurde im NFL-Draft 2013 in der vierten Runde als 127. Spieler von den Atlanta Falcons ausgewählt. Am 17. Mai 2013 unterschrieb er dort seinen ersten Profivertrag. Bisher erzielte er für die Falcons in drei Saisons 28 Tackles und zwei erzwungene Fumbles. Am 3. September 2016 wurde er entlassen.

### Seattle Seahawks
Am 25. Oktober 2016 unterschrieb er bei den Seattle Seahawks einen Vertrag, er wurde jedoch bereits am 1. November wieder entlassen.

### Zweiter Aufenthalt bei den Atlanta Falcons
Am 6. Dezember erhielt er erneut bei den Atlanta Falcons einen Vertrag. Am 22. Dezember 2016 wurde er jedoch wieder entlassen.

### Jacksonville Jaguars
Am 24. März 2017 unterzeichnete er einen Vertrag bei den Jacksonville Jaguars, jedoch wurde er noch vor der Saison, am 2. September 2017, wieder entlassen.